# شون تريسي
شون تريسي (بالإنجليزية: Seán Treacy)‏ (ولد 22 سبتمبر 1923 – توفي 23 مارس 2018) هو سياسي من جمهورية أيرلندا. كان عضوا في حزب العمال الأيرلندي وكان رئيس المجلس Ceann Comhairle في دويل أيرن (المجلس الأيرلندي) بين عامي 1973 و 1977 ومرة أخرى بين عامي 1987 و1977. كما كان عضو المجلس Teachta Dála عن دائرة تيبيراري الجنوبية بين عامي 1961 و1997، وعضو البرلمان الأوروبي عن دائرة مونستر ببين عامي 1981 و1984.